# Helene Liebmann
Marie Helene Riese (Elena Riese; posteriorment coneguda com a Helene Liebmann, i després Helene Liebert) (Berlín, 16 de desembre de 1795 - Dresde, Alemanya, 2 de desembre de 1869),va ser una compositora, pianista i cantant alemanya.

## Biografia
Helene Riese va nàixer a Berlín, en aquell moment part del Regne de Prússia, l'any 1795. Era la segona filla d'una rica família jueva burgesa. Son pare, Meyer Wulff Riess (més tard rebatejat com a Martin Riese), era un banquer de renom, i el seu germà va ser l'escriptor Friedrich Wilhelm Riese. Helene Riese era considerada una nena prodigi. Va rebre classes de piano des de ben petita amb Wilhelm Schneider, Franz Lauska i Joseph Augustin Gürrlich. Apareix per primera vegada com a pianista en el sistema de concerts públics de Berlín l'any 1806, amb onze anys. Va anar guanyant renom com a pianista, i amb tretze anys va fer el seu primer concert com a pianista solista. Amb quinze anys va publicar la seua primera sonata per a piano.
L'any 1813, Riese es va convertir al cristianisme, i es va casar amb el comerciant John Joseph Liebmann, amb qui es va traslladar a Viena. A l'abril de l'any següent, el matrimoni es va traslladar a Londres, i allí Helene Liebmann va rebre classes de Ferdinand Ries. No es té cap documentació que demostre si a Londres va realitzar algun concert públic, tot i que en aquella ciutat va estrenar diverses obres de cambra.
L'any 1819, van tornar a Alemanya i es van instal·lar a Hamburg. Llavors el seu marit es va convertir també al cristianisme, i el matrimoni va adaptar el seu cognom a "Liebert", per tenir una sonoritat més cristiana. En aquesta època va aparèixer, amb el seu nou cognom, com a cantant en nombrosos concerts. Es té constància que Helene Liebert va estar present durant un concert de Clara Schumann l'any 1835.
L'any 1859 Helene i John Joseph Liebert van abandonar la ciutat d'Hamburg i es van dirigir cap a Itàlia, passant per Saxònia i Àustria. No es tenen més dades de la seua vida a Itàlia, tan sols que en algun moment van tornar a Dresde, Saxònia, on va morir l'any 1869, a l'edat de 74 anys.

## Obra
Les composicions de Helene Liebmann inclouen obres per a piano, veu o instruments de corda. Actualment, han sobreviscut una vintena d'obres seues.

### Lieder
- Mignon: Kennst du das Land? op. 4, en La♭ Major (1811)
- Sis Lieder alemanys, op. 8, (1812)
- Sis Lieder, sense número d'opus, (1811/1812)
- Sis Lieder (1817)

### Música per a piano
- Sonata per a piano, op. 1, en Re Major (1811)
- Sonata per a piano, op. 2, en Mi♭ Major (1811)
- Gran sonata per a piano, op. 3 (1811)
- Gran sonata per a piano, op. 4 (1812)
- Gran sonata per a piano, op. 5 (1812)
- 2 sonates per a piano, sense número d'opus (1813)
- Gran sonata per a piano, op. 15 (1816)
- Fantasia per a piano, op. 16, en La♭ Major (1817)

### Música de cambra
- Sonata per a piano i violí, op. 9,1, en Sol Major (1813)
- Gran sonata per a piano i violoncel, op. 11, en Si♭ Major, (entre 1813 i 1815)
- Gran trio per a piano, violí i violoncel, op. 11, en La♭ Major (1816)
- Gran trio per a piano, violí i violoncel, op. 12, en Re Major, (1816)
- Gran quartet per a piano, violí, viola i violoncel, op. 13, en La♭ Major (1816)
- Sonata per a piano i violí, op. 14, Si♭ Major (1816)